# تراموا پالرمو
تراموا پالرمو (ایتالیایی: Rete tranviaria di Palermo) سیستم تراموا در شهر پالرمو، ایتالیا است.
این تراموا که در سال ۲۰۱۵ تأسیس شده دارای ۴۴ خط، ۴۴ ایستگاه و ۲۳.۳ کیلومتر طول می‌باشد.